# Миньори (филм)
„Миньори“ (на руски: Шахтёры) е съветски игрален филм, заснет в студиото „Ленфилм“ през 1937 г. от Сергей Йосифович Юткевич.
Филмът „Миньори“ е първата голяма филмова роля за Марк Бернес, като преди нея Бернес участва само в епизодична роля във филма „Затворници“.

## Сюжет
Действието на филма се развива в малък град в Донбас. Началникът на мината, Чуб, толерира троцкистите и бандитите, които работят в мината. Семьон Примак пристига в мината и започва конфронтация с Чуб. Миньорът Матвей Бобилев добива въглища по нов метод, въпреки неприятностите.

## Създатели
- Режисьор – Сергей Юткевич
- Сценарист – Алексей Каплер
- Оператор – Йосиф Мартов
- Композитор – Борис Голц
- Режисьор на картината – Яков Анцелович

## Актьорски състав
- Борис Пославски – Семьон Петрович Примак
- Юрий Толубеев – Василий Иванович Чуб
- Владимир Лукин – Матвей Бобилев
- Нина Русинова – Олга Бобилева
- Зоя Фьодорова – Чавка, миньор
- Алексей Матов – Пьотър Цесаревич, градинар
- Олга Бейул – Горпина Василиевна, съпругата на градинаря
- Ефим Алтус – Ефим Файвужински
- Степан Каюков – Лошадев
- Марк Бернес – Красовски, шпионин
- Георгий Горбунов – Денисов
- Александър Чекаевски – Бобилев, един от братята
- Александър Чистяков – Никанор
- Пьотър Андриевски – Белза
- Константин Сорокин – Хромченко (няма в титрите)
- Борис Тенин – служител по сигурността (няма в титрите)